# Азовец (бронемашина)
«Азовец» (укр. Азовець) — экспериментальная украинская гусеничная бронированная боевая машина на шасси основного боевого танка Т-64 — «аналог боевой машины поддержки танков».

## История
Разработка бронемашины началась в инициативном порядке в апреле 2015 года, проектирование и строительство осуществляла инженерная группа полка НГУ «Азов» (руководитель инженерной группы, конструктор Богдан Зварич; главный конструктор инженерной группы С. Н. Степанов; главный консультант — бывший главный инженер и главный конструктор Харьковского бронетанкового ремонтного завода Н. М. Степанов, имевший опыт работы на заводе им. Малышева; советник Заур Берианидзе), а также военнослужащие вооружённых сил Украины, принимавшие участие в боевых действиях на востоке Украины.
Финансирование проекта осуществлялось с использованием внебюджетных средств, пожертвований и спонсорской помощи. Строительство бронемашины проходило на территории тренировочной базы полка «Азов» — в цехах киевского завода «АТЕК», до банкротства выпускавшего тракторы и экскаваторы.
Источником шасси для бронемашины «Азовец» стал бульдозер, ранее изготовленный из демилитаризованного танка Т-64. Орудия ГШ-23 для установки в башенные модули были привезены из зоны боевых действий.
18 августа 2015 года украинский журналист Андрий Цаплиенко опубликовал фотоснимок строящейся бронемашины.
24 августа 2015 украинский корреспондент Станислав Ясинский сообщил, что строящейся бронемашине присвоено наименование «Азовец».
25 ноября 2015 было упомянуто, что стоимость производства бронемашины составляет 5 млн. долларов США (из них 100 тысяч долларов составляла стоимость комплекта динамической защиты: цена каждого из 500 элементов ХСЧКВ-34 — 200 долларов США).
27 ноября 2015 во время посещения тренировочной базы полка «Азов» министром внутренних дел Украины А. Б. Аваковым бронемашина была представлена журналистам. В интервью А. Б. Аваков сообщил, что «Азовец» может быть направлен на технические полевые испытания с участием государственной комиссии «примерно через месяц», хотя в тот момент бронемашина ещё не была достроена.
В начале 2016 года «Азовец» был направлен на государственные испытания.
23 или 24 октября 2016 неизвестные вывезли «Азовец» с завода АТЕК.
В апреле 2024 года, в ходе российского нападения на Украину, закопанный корпус «Азовца» со снятым вооружением был обнаружен российскими войсками на окраинах оккупированного Мариуполя.

## Классификация
По определению разработчиков, «Азовец» представляет собой «танк для ведения боя в условиях города», «высокозащищённую тяжёлую универсальную гусеничную платформу» (по определению министра внутренних дел Украины А. Б. Авакова — «городской танк», по определению командира полка НГУ «Азов» А. Е. Билецкого — «аналог боевой машины поддержки танков»).

## Описание
Данная боевая машина представляет собой корпус танка Т-64 со снятой башней, на место которой установлены два боевых модуля с углом вращения 180 градусов. В каждый модуль установлены спаренная 23-мм автоматическая авиационная пушка ГШ-23 и установка для отстрела 81-мм дымовых гранат. Кроме того, 25 ноября 2015 в репортаже был показан вариант установки на изделие дополнительного вооружения: двух 7,62-мм пулемётов ПКТ.
Экипаж бронемашины состоит из четырёх человек (командир, механик-водитель и два стрелка-оператора).
Защита корпуса усилена. Снаружи поверх корпуса танка Т-64 (при сохранении 80-мм штатного бронирования) установлена защитная коробка, сваренная из плоских прямоугольных пластин (изготовленных из карбида алюминия). Кроме того, на борта установлены 500 элементов динамической защиты «Нож» (на некоторых участках расположенные в два слоя).
Прежний танковый двигатель сохранён.
По сообщению разработчиков, триплексы отсутствуют, обзор осуществляется через систему видеокамер от домофона, также есть тепловизор.
Механику-водителю установлено ортопедическое кресло.

## Варианты и модификации
По сообщениям разработчиков, разработаны проекты нескольких вариантов бронемашины с различным вооружением:
- двухбашенная боевая машина (с двумя боевыми модулями — оснащёнными 23-мм спаренными пушками ГШ-23, скорострельными пушками ГШ-30 или иным вооружением)[1]
- однобашенная боевая машина с ракетно-пушечным вооружением[1]
- командно-штабная машина
- БМПТ "Вавилон" - предложенный в феврале 2020 года вариант модернизации в соответствии со стандартами НАТО (однобашенный вариант с 30-мм автоматической пушкой 2А42 в башенном боевом модуле и импортной силовой установкой)[16].